# Zieria lasiocaulis
Zieria lasiocaulis är en vinruteväxtart som beskrevs av J.A.Armstr.. Zieria lasiocaulis ingår i släktet Zieria och familjen vinruteväxter. Inga underarter finns listade i Catalogue of Life.